# Type 7900 STIB
 (janvier 2022).
Si vous disposez d'ouvrages ou d'articles de référence ou si vous connaissez des sites web de qualité traitant du thème abordé ici, merci de compléter l'article en donnant les références utiles à sa vérifiabilité et en les liant à la section « Notes et références ».
Les PCC 7900 sont les plus longs véhicules du type PCC présents sur le réseau de tramway bruxellois.

## Histoire

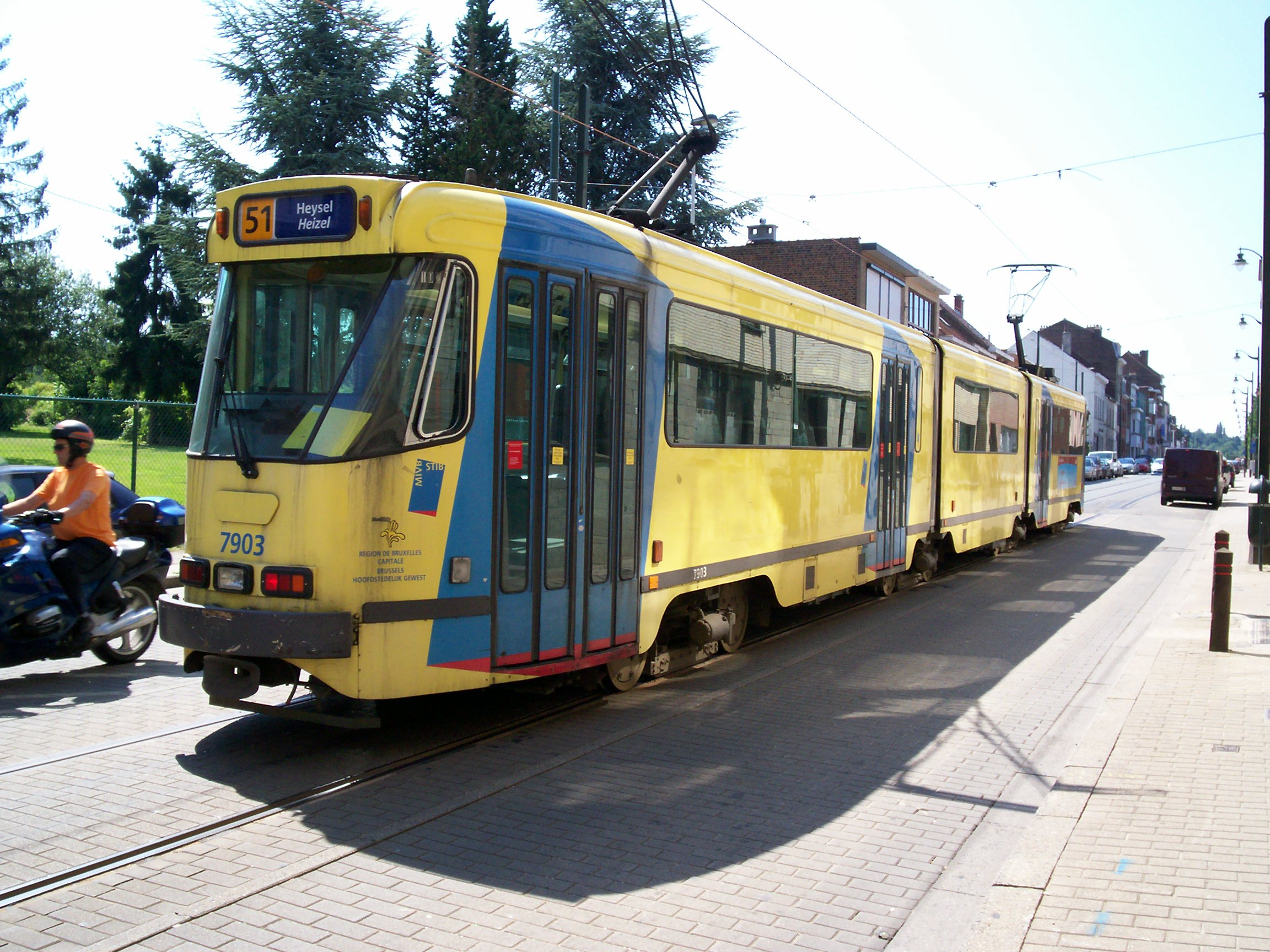
Le PCC 7903 en livrée jaune à Silence

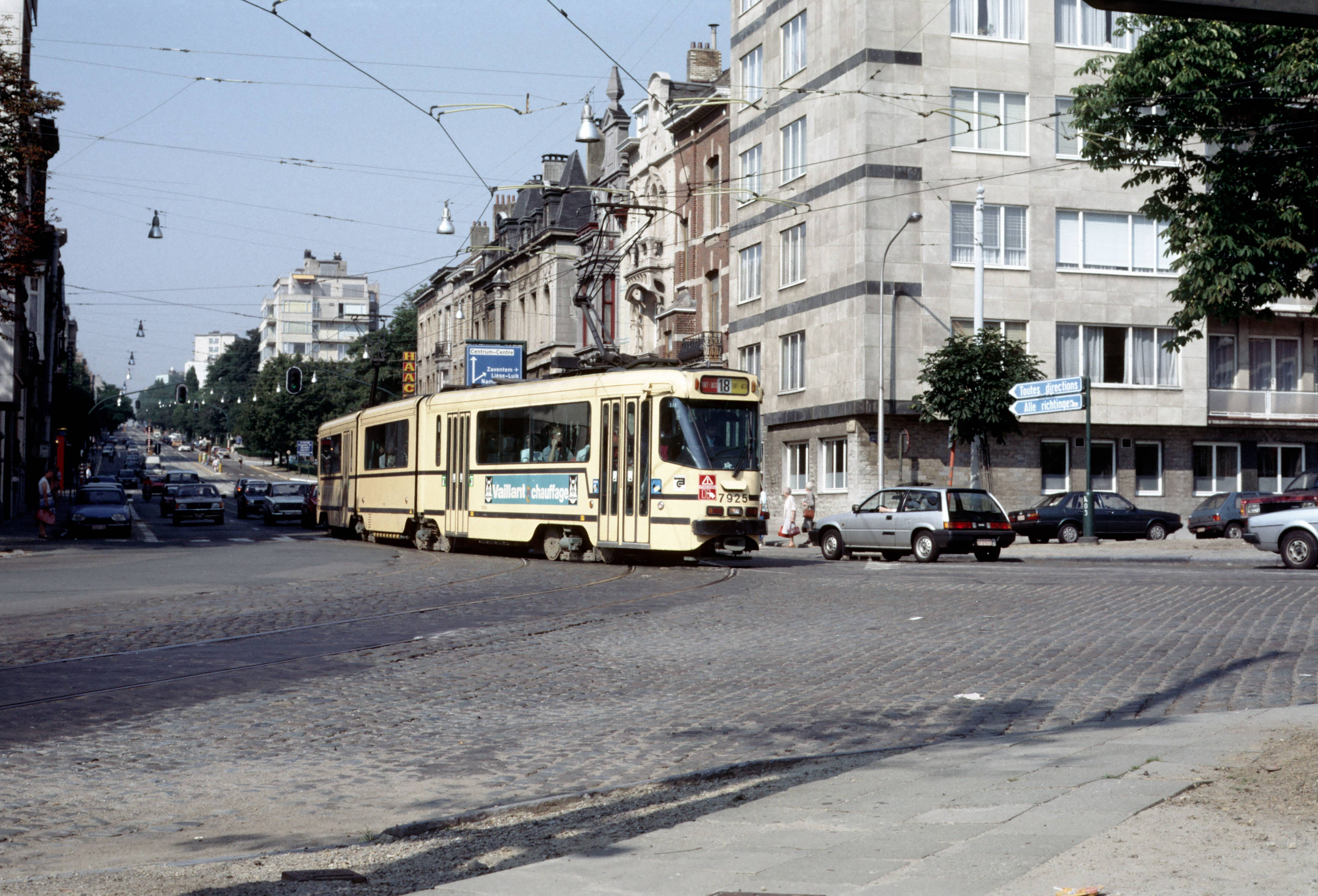
Le PCC 7925 en livrée d'origine entre Héros et Marlow

Les PCC 7900 sont des tramways livrés en 1977 et 1978 pour les besoins du réseau de tramway bruxellois. Leur confort étudié font d’elles les PCC les plus évolués au monde.
Leur design est unique, surtout à travers leur pare-brise en forme de nez. Ils comptent 2 pantographes et 2 postes de conduite, puisqu'ils sont bidirectionnels. Ils sont composés de trois caisses, de huit doubles portes réparties sur les deux côtés et contrairement aux PCC 7700/7800, leurs boîtes de film ainsi que leurs feux sont standards, à l’exception des clignotants supérieurs légèrement rétrécis.

### Modernisation
(juin 2019).
De 1993 à 2004, les 7900 connurent une longue période de re-peinture pour acquérir la nouvelle livrée d’alors, jaune et bleu, et les nouveaux logos STIB. La dernière à avoir roulé en 2004, avec la livrée primerose d’origine, fut la 7925.
Depuis 2006, la STIB a entamé une période de rénovation qui doit durer quatre ans et permettre entre autres de mettre la nouvelle livrée, marron et gris, du réseau : la 7916 fut la première motrice rénovée mais sans toutefois avoir été repeinte ; la première à avoir été repeinte en plus de sa rénovation intérieure fut la 7911. De nouvelles armoires remplacent certaines places assises dans la caisse centrale. La 7916 sera probablement la dernière motrice de type 7900 à bénéficier de la nouvelle livrée car servant de prototype à toute une série d'équipements électroniques réservés à ce type de PCC.

## Caractéristiques
D'après le site de la STIB:
- Nombre de places assises : 46
- Nombre total de places : 188
- Longueur totale : 27,86 m
- Largeur totale : 2,20 m
- Hauteur totale : 3,80 m
- Poids du véhicule : 38,588 tonnes à vide, à 51,748 tonnes, en pleine charge
- Moteurs de traction : 8 (2 par bogie)
- Vitesse maximale : 65 km/h